# 山口赤十字病院
綜合病院 山口赤十字病院（そうごうびょういん やまぐちせきじゅうじびょういん）は、山口県山口市にある医療機関である。日本赤十字社山口県支部が設置する病院である。

## 沿革
- 1883年4月- 山口県立病院を仮開院。
- 1884年3月- 山口県立病院を正式開院。
- 1920年4月- 日本赤十字社へ無償で移管し、日本赤十字社山口支部病院として発足。救護看護婦養成所を併設。
- 1937年12月-山口支部病院が陸軍病院の傷病者看護補助のため山口陸軍病院赤十字病院となる。
- 1940年12月-陸軍病院の補助解除され日本赤十字社山口支部病院に再改称。
- 1943年1月- 山口赤十字病院へ改称。救護看護婦養成所を山口赤十字病院救護看護婦養成所と改称。
- 1945年2月- 岩国海軍病院赤十字病院へ改称。
- 1945年8月30日-軍の指揮権解除に伴い、山口赤十字病院へ再改称。
- 1946年4月-日本赤十字社山口支部下関診療所開設。
- 1948年4月- 山口赤十字病院救護看護婦養成所を山口赤十字看護学院と改称。
- 1950年4月- 厚生大臣より甲種看護婦養成所指定を受け、山口赤十字看護学院を山口赤十字高等看護学院と改称。
- 1951年4月-山口支部下関診療所の所属を日本赤十字社山口支部から山口赤十字病院に変更。山口赤十字病院附属下関診療所に改称。
- 1976年4月- 専修学校専門課程の認可により、山口赤十字看護専門学校となる。
- 1958年1月1日 - 綜合病院　山口赤十字病院に改称。同時に診療所の名称も綜合病院　山口赤十字病院附属下関診療所に改称。
- 1962年6月 - 綜合病院　山口赤十字病院附属下関診療所廃止。
- 2005年（平成17年）3月 - 山口赤十字看護専門学校を閉校。
- 2011年（平成23年）10月 - 山口県DMAT指定病院の認定

## 診療科
- 内科[1]
- 緩和ケア科[1]
- 精神科[1] 2020年7月15日現在、非常勤応援医師対応となっており、再来患者のみの診療。初診は中止中[2]。
- 脳神経内科[1]
- 循環器内科[1]
- 小児科[1]
- 外科[1]
- 乳腺外科[1]
- 整形外科[1]
- 脳神経外科
- 皮膚科[1]
- 泌尿器科[1]
- 産婦人科[1]
- 眼科[1]
- 耳鼻咽喉科[1]
- 放射線科[1]
- 麻酔科[1] - 2020年7月15日現在、手術の麻酔管理のみ行っており、外来診療を行なっていない[3]。
- 歯科口腔外科[1]
- セカンドオピニオン外来
- 内視鏡外科手術センター
- リハビリテーション技術課 - 運動療法室、作業療法室、ADL室、言語聴覚室を備える[4]。
- 透析センター - 27床（個室2床）の透析用病床を備える[5]。

## 医療機関の指定等
（下表の出典）
| 保険医療機関                   | 小児救急医療拠点病院                           |
| 労災保険指定医療機関           | 指定自立支援医療機関（更生医療）               |
| 臨床研修病院                   | 指定自立支援医療機関（育成医療）               |
| 特定行為研修指定研修機関       | 指定自立支援医療機関（精神通院医療）           |
| 臨床修練病院等                 | 身体障害者福祉法指定医の配置されている医療機関 |
| 生活保護法指定医療機関         | 特定疾患治療研究事業委託医療機関               |
| 結核指定医療機関               | 指定養育医療機関                               |
| 指定小児慢性特定疾病医療機関   | DPC対象病院                                    |
| 原子爆弾被害者医療指定医療機関 | 地域周産期母子医療センター                     |
| 公害医療機関                   | 母体保護法指定医の配置されている医療機関       |
| 地域医療支援病院               | 災害拠点病院                                   |

- 救急告示病院（二次救急）[6]
- 小児救急拠点病院 - 山口・萩医療圏の小児救急医療拠点病院に指定されており、両地区の入院が必要な小児をいつでも受け入れる体制を整えている[7]。
- 災害拠点病院（地域）[8]、山口県DMAT（災害派遣医療チーム）指定病院[9]
- 公益財団法人日本医療機能評価機構認定病院(3rdG:Ver.2.0(3回目,2020年11月21日認定,2025年11月20日認定有効期限))[10]
- このほか、各種法令による指定・認定病院であるとともに、各学会の認定施設でもある。

## 認定専門医人数
（下表の出典）
| 認定医・専門医名   | 人数  | 団体名                                 | 認定医・専門医名       | 人数  | 団体名                               |
| ------------------ | ----- | -------------------------------------- | ---------------------- | ----- | ------------------------------------ |
| 整形外科専門医     | 3人   | 公益社団法人日本整形外科学会           | 皮膚科専門医           | 1人   | （社）日本皮膚科学会                 |
| 麻酔科専門医       | 3.6人 | 公益社団法人日本麻酔科学会             | 放射線科専門医         | 1人   | 公益社団法人日本医学放射線学会       |
| 眼科専門医         | 1.3人 | 公益財団法人日本眼科学会               | 消化器内視鏡専門医     | 6人   | 一般社団法人日本消化器内視鏡学会     |
| 産婦人科専門医     | 7人   | 公益社団法人日本産科婦人科学会         | 耳鼻咽喉科専門医       | 1人   | 一般社団法人日本耳鼻咽喉科学会       |
| 神経内科専門医     | 2人   | 一般社団法人日本神経学会               | 泌尿器科専門医         | 4.2人 | 一般社団法人日本泌尿器科学会         |
| リウマチ専門医     | 3人   | 一般社団法人日本リウマチ学会           | 病理専門医             | 0.2人 | 一般社団法人日本病理学会             |
| 乳腺専門医         | 1人   | 一般社団法人日本乳癌学会               | 総合内科専門医         | 9人   | 一般社団法人日本内科学会             |
| 臨床遺伝専門医     | 1人   | 一般社団法人日本人類遺伝学会           | 外科専門医             | 7人   | 一般社団法人日本外科学会             |
| 糖尿病専門医       | 1人   | 一般社団法人日本糖尿病学会             | 肝臓専門医             | 1人   | 一般社団法人日本肝臓学会             |
| 気管支鏡専門医     | 1人   | 特定非営利活動法人日本呼吸器内視鏡学会 | 感染症専門医           | 1人   | 一般社団法人日本感染症学会           |
| アレルギー専門医   | 1人   | 一般社団法人日本アレルギー学会         | 循環器専門医           | 2人   | 一般社団法人日本循環器学会           |
| 呼吸器専門医       | 2人   | 一般社団法人日本呼吸器学会             | 消化器病専門医         | 5人   | 一般財団法人日本消化器病学会         |
| 腎臓専門医         | 3人   | 一般社団法人日本腎臓学会               | 婦人科腫瘍専門医       | 2人   | 特定非営利活動法人日本婦人科腫瘍学会 |
| 小児科専門医       | 4.1人 | 公益社団法人日本小児科学会             | 口腔外科専門医         | 1人   | 公益社団法人日本口腔外科学会         |
| 内分泌代謝科専門医 | 1人   | 一般社団法人日本内分泌学会             | 消化器外科専門医       | 4人   | 一般社団法人日本消化器外科学会       |
| 超音波専門医       | 2人   | 一般社団法人日本超音波医学会           | 周産期（新生児）専門医 | 1人   | 一般社団法人日本周産期・新生児医学会 |
| 細胞診専門医       | 2人   | 公益社団法人日本臨床細胞学会           | 透析専門医             | 2人   | 一般社団法人日本透析医学会           |
| 小児神経専門医     | 0.1人 | 一般社団法人日本小児神経学会           | 脳神経外科専門医       | 2人   | 一般社団法人日本脳神経外科学会       |
| 老年病専門医       | 1人   | 一般社団法人日本老年医学会             | 精神科専門医           | 0.2人 | 公益社団法人日本精神神経学会         |

## 交通アクセス
- JR山口線「上山口駅」より、徒歩約5分程度。
- 防長バス・JRバス「日赤前」バス停より徒歩約1分、「日赤口」バス停より、徒歩約3分。
- 山口市コミュニティバス大内ルート「日赤病院西口」バス停より、徒歩約2分程度。

## 周辺
（この節の出典）
- 山口県身体障害者福祉センター
- 山口市立大殿小学校
- 史跡 大内氏館跡